# КТХ Криниця
КТХ Криниця (пол. KTH Krynica) — хокейний клуб з м. Криниця-Здруй, Польща. Заснований у 1928 році. Виступає у чемпіонаті Польщі 1 ліга.

## Досягнення
- Чемпіон Польщі: 1950.
- Срібні медалі: 1949, 1951, 1953, 1999.
- Бронзові медалі: 1937, 1952, 1957, 2000.

## Історія
Заснований 28 грудня 1928 року у місті Криниця-Здруй. На чемпіонаті світу 1931 року, який проходив у Криниця-Здруй, збірна Польщі (у складі виступав і місцевий вихованець Мечислав Дукет) посіла четверте місце. Найзначніші успіхи клуб мав у 50-ті роки минулого століття, ставши один раз чемпіоном Польщі, тричі срібним та двічі бронзовим призером. У 1951—1956 роках клуб мав ім'я «Унія». У 2011 році клуб не отримав ліцензії на участь у Польській Екстралізі, а у 2013 році повернувся до участі. З сезону 2014/15 виступає у першій лізі.

## Відомі гравці
- С. Чорих
- М. Каспржицький
- Е. Левацький
- М. Єжак
- Ю. Курек
- Б. Гоштила
- Анджей Забава
- Анджей Гахула